# Ulnes Walton
Ulnes Walton est un village et une paroisse civile du Lancashire, en Angleterre.